# اشلی بارنز
اشلی بارنز (انگلیسی: Ashley Barnes؛ زادهٔ ۳۰ اکتبر ۱۹۸۹) یک بازیکن فوتبال اهل اتریش است.